# Apogonia cupreicollis
Apogonia cupreicollis är en skalbaggsart som beskrevs av Blanchard 1851. Apogonia cupreicollis ingår i släktet Apogonia och familjen Melolonthidae. Inga underarter finns listade i Catalogue of Life.